# François-Antoine Ber
François-Antoine Ber, né à Paris le 12 mai 1796 et mort le 24 décembre 1862 à Gentilly, est un sculpteur français.

## Biographie
François-Antoine Ber est né à Paris au 7, rue de l'Arbalète, section de l'Observatoire, le 23 floréal an VII (12 mai 1796). Il est le fils de François Ber, menuisier, et de Rosalie-Claudine Gautier, sa femme. Élève de David d'Angers, il expose, de 1833 à 1852, de nombreux médaillons en plâtre et en bronze qui se rapprochent beaucoup, par la manière et par le style, des médaillons de son maître.
Il meurt aveugle le 24 décembre 1862 en son domicile au no 1, rue du Kremlin à Gentilly,. 

## Œuvres
- Un cadre de médaillons en bronze, Salon de 1833 (no 2461).
- Un cadre de médaillons en plâtre, Salon de 1836 (no 1866).
- M. Mollot, buste en bronze, Salon de 1838 (no 1810).
- Portrait d'homme, médaillon en bronze, Salon de 1838 (no 1811).
- Portrait de Mme Grasset, médaillon en plâtre, Salon de 1839 (no 2145).
- Portrait de Mme la vicomtesse d'A…, médaillon en plâtre, Salon de 1842 (no 1889).
- Portrait de M. Favard, chef d'institution, médaillon en bronze, Salon de 1844 (no 2162).
- M. Paul Figaret, buste en bronze, Salon de 1847 (no 2016).
- Portrait de Mme Grinfeld, médaillon en bronze, Salon de 1848 (no 4610).
- Portrait de M. Demoulin, médaillon en plâtre, Salon de 1848 (no 4611).
- Portrait de M. Martin, médaillon en plâtre, Salon de 1848 (no 4612).
- Portrait de M. Paul Grasset, médaillon en plâtre, Salon de 1848 (no 4613).
- Le fils de M. Leportier, buste en bronze, Salon de 1849 (no 2106).
- M. Moudrux, statuette en bronze, Salon de 1850 (no 3174).
- Portrait de M. Vée, ex-maire du 5e arrondissement, Salon de 1850 (no 3175).
- Portrait de Mme veuve Daguenet, plâtre, Salon de 1850 (no 3176).
- M. Léon Rouvenat[3], médaillon en bronze, Salon de 1852 (no 1301).